# Halopteris vervoorti
Halopteris vervoorti is een hydroïdpoliep uit de familie Halopterididae. De poliep komt uit het geslacht Halopteris. Halopteris vervoorti werd in 2008 voor het eerst wetenschappelijk beschreven door Galea. 